# ZIS-5

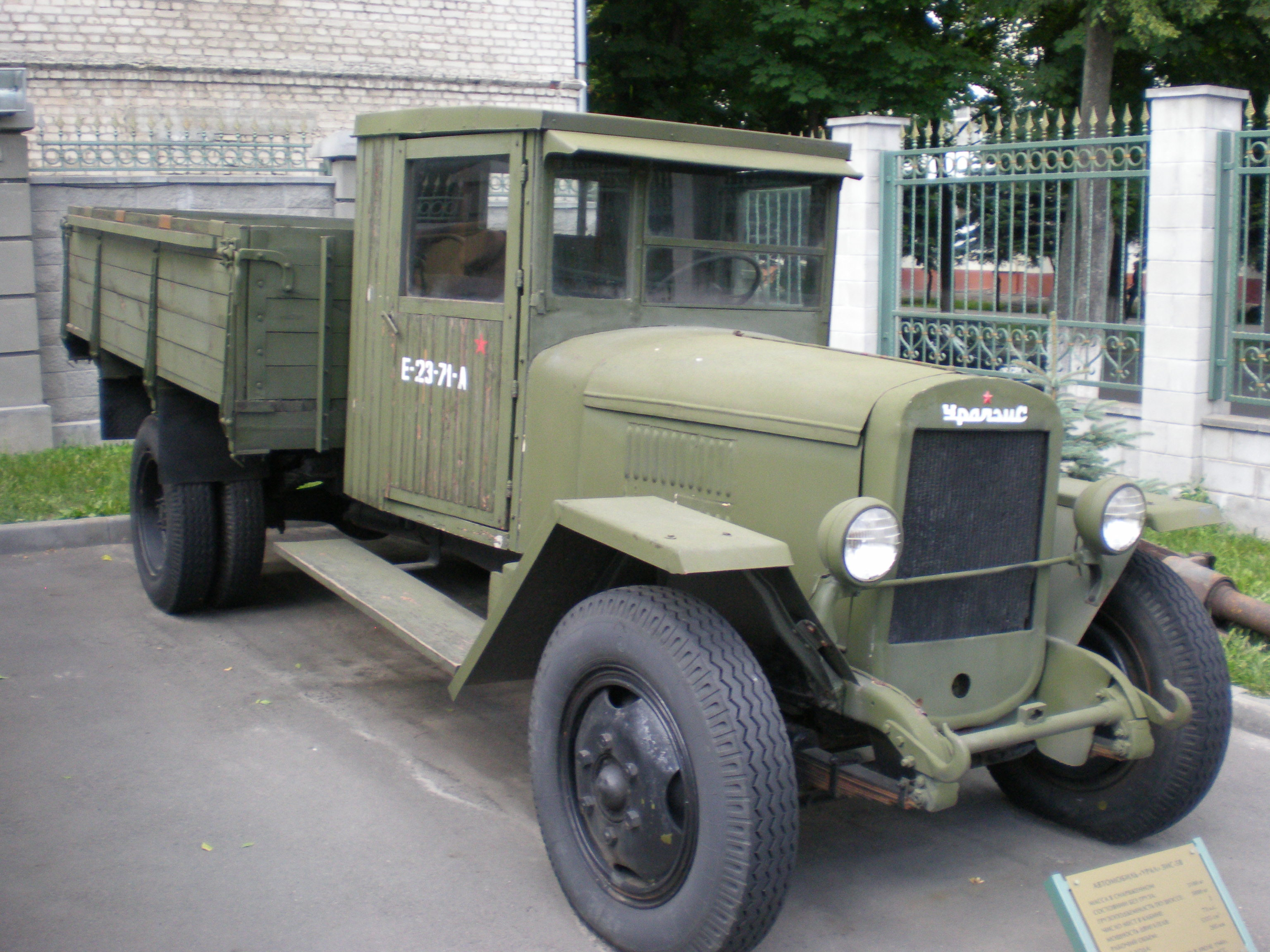
カーゴトラック型のZIS-5V

ZIS-5（露：ЗИС-5）は、1933年10月からソビエト連邦のZIS工場（現在のジル社）で生産されていた4×2輪駆動の3トントラックである。アメリカ合衆国のオートカー社が開発した「モデルCA」トラックのほぼ完全なコピーである。

## 開発
1931年、AMO（露：Автомобильное Московское Общество、モスクワ自動車会社の意味）のトラック工場は、アメリカのA・J・ブラント社の協力のもと設備の更新と拡張を行い、新たにAMO-2 トラックの生産を開始した。AMO工場は、これまでイタリアのフィアット社製F-15 トラックのコピーでソ連初の国産トラックだったAMO-F-15を生産しており、AMO-2はその後継車として位置づけられた。
AMO-2の改良は引き続き行われ、間もなくAMO-3やAMO-4といった新しいモデルが登場した。1933年にAMO工場はスターリン工場（露：Завод Имени Сталина、ラテン文字表記の例：Zavod Imeni Stalina、ZiSまたはZISと略される）に再編され、同年夏にZIS-5の最初の原型車が完成した。

## 生産

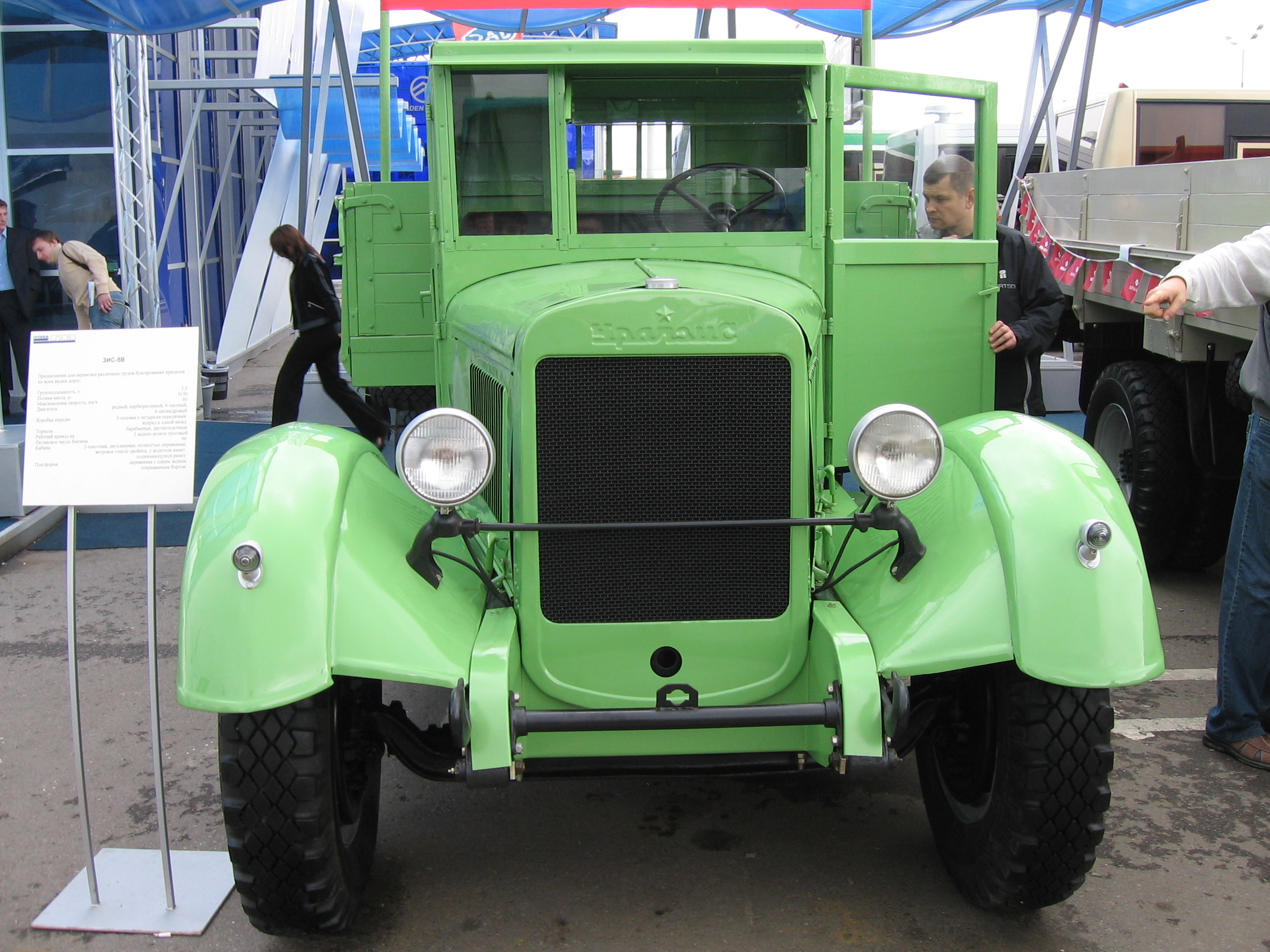
ZIS-5の発展型のウラルZIS-355

ZIS-5の生産は1933年10月1日に開始された。ZIS-5は成功を収め、1930年代-1950年代にかけてゴーリキー自動車工場（GAZ）製の1.5トントラック"GAZ-AA"と共にソ連の主要トラックとしての地位を占めることとなった。第二次世界大戦においてはソ連赤軍でも使用され、独ソ戦の開戦時には10万4,200両のZIS-5が軍用として配備されていた。
1941年、ナチス・ドイツのソ連侵攻（バルバロッサ作戦）を受けてモスクワのZIS工場の生産ラインは停止され、ヴォルガ川に面するウリヤノフスクと、ウラルのチェリャビンスク地域に位置するミアスへの疎開が行われた。ウリヤノフスクのUASZIS工場（ウリヤノフスク自動車工場、UAZ）は1942年2月-1944年まで、ウラルZIS工場では1944年7月-戦後の1955年まで、それぞれZIS-5 トラックの生産を行った。1942年4月にはモスクワでの生産が再開され、1948年にエンジン換装型のZIS-50が登場するまで続けられた。
1955年にはウラルZIS工場も独自にZIS-5の改良型を開発した。これは、新型エンジンと楕円形のフェンダーを持ち、ウラルZiS-355あるいは単にZIS-355と呼ばれた。

## ZIS-5V
1941年、戦争による資源の欠乏のため、ZIS-5は設計変更を余儀なくされた。丸みを帯びたプレス製のフェンダーは曲げ加工で作られた平坦なものへの変更され、キャビンや足場も木製に交換、前輪ブレーキは廃止され、車体後部の扉は開閉するだけのものになった。中には右側のヘッドライトやバンパーを欠いたものもあった。
このように単純化されたモデルはZIS-5Vと名づけられ、1942年5月にウリヤノフスクで生産が開始された。後にはモスクワやミアスでも製造された。生産数は全工場合わせて100万両前後に達し、このうち53万2,311両がZIS工場で作られた。戦時中に生産されたZIS-5は各モデルを合わせて8万3,000両程度だった。

## 軍事利用
第二次世界大戦中、ZIS-5はあらゆる戦線で使用され、その簡素かつ故障しにくい構造が高く評価された。ZIS-5は物資の輸送の他に、火砲牽引車や兵員輸送車（荷台に5つのベンチシートを設置することで25人の兵士を乗せることができる）・燃料輸送車・作業車・救護車・火器運搬車としても使用され、兵士からは3トンのペイロードに因んでトリョーフトンカ（露：Трёхтонка）と呼ばれた。
1933年-1943年にかけての期間、ZIS-5はGAZ-AAに次いで2番目に多用されたソ連の軍用トラックとなった。1943年-1944年にかけ、レンドリース法によって大量のトラックがアメリカから供与されると、GAZ-AAは後方任務に回されることが多くなったが、ZIS-5は第1線で働き続けた。
ZIS-5は、1941年-1944年まで続いたレニングラード包囲戦において、凍結したラドガ湖上にレニングラード（現サンクトペテルブルク）への唯一の補給路（命の道）を形成するのに大きな役割を果たした。

## ソ連国外での使用
ZIS-5は、初めて輸出されたソ連製自動車となった。
1934年にトルコに100両が輸出され、続いて、アフガニスタン、イラク、イラン、スペイン、中国、ラトビア、リトアニア、エストニア、モンゴル、ルーマニアが輸入を行った。
また、フィンランドは1939年-1940年の冬戦争で鹵獲した車両を、ドイツは独ソ戦で鹵獲した車両をそれぞれ運用している。

## 形式・バリエーション
ZiS-5
基本型の4×2輪駆動カーゴトラック型。1934年-1941年（生産期間、以下同じ）。
ZiS-5V
簡易生産型の4×2輪駆動カーゴトラック型。1942年-1947年。
ZiS-6
3軸タイプの6×4輪駆動カーゴトラック型。1934年-1941年。
ZiS-8
ロングホイールベースのバス型。フロントガラスが垂直で、全体的に角ばった形状である。救急車としても使用された。1934年-1938年。
ZiS-10
トラクター+カーゴトレーラー型。1938年-1941年。
ZiS-11
ロングホイールベースの消防車型。1934年-1936年。
ZiS-12
ロングホイールベースの特殊車両型。1934年-1938年。
ZiS-13
ロングホイールベースのガスタンク搭載カーゴ型。1936年-1939年。
ZiS-14
ロングホイールベースの特殊車両型。1934年。
ZiS-15
ZiS-5の後継として試作された型。1937年。
ZiS-16
ロングホイールベースのバス型。1938年-1941年。ZiS-8に比べ丸みを帯びたデザインになり、フロントガラスも後傾している。
ZiS-16C
ZiS-16をベースにした救急車型。1939年-1941年。
ZiS-17
ZiS-15をベースに試作されたバス型。1939年。
ZiS-18
ガスタンク搭載カーゴ型。
ZiS-19
ダンプトラック型。1939年-1946年。
ZiS-20
試作型のダンプトラック型。
ZiS-21
ガスタンク搭載カーゴタイプの木炭自動車型。1939年-1941年。
ZiS-22
後輪部分を履帯構造とした半装軌車型。1940年-1941年。
ZiS-22M
ZiS-22の走行装置改良型。1941年。
ZiS-23
ZiS-15をベースに試作された3軸6輪型。
ZiS-24
ZiS-15をベースに試作された4×4輪駆動型。
ZiS-25
ZiS-15をベースに試作されたガスタンク搭載カーゴ型。
ZiS-26
ZiS-15をベースに試作されたトラクター+カーゴトレーラー型。
ZiS-28
ZiS-15をベースに製作されたエンジンテスト用車両。
ZiS-30
マルチフューエルエンジン搭載型。1940年-1941年。
ZiS-31
ガスタンク搭載カーゴタイプの石炭自動車型。
ZiS-32
4×4輪駆動型。1941年。
ZiS-33
ハーフトラック型で、ZiS-22とは履帯構造が異なり、元々のトラックの後輪も転輪として使用されている。1940年。
ZiS-34
3軸タイプの6×4輪駆動型。1940年-1941年。
ZiS-35
ZiS-33の改良型。
ZiS-36
3軸タイプの6×6輪駆動型。試作のみ。1941年。
ZiS-41
ハーフトラック型のZiS-22Mのキャブ部分を装甲化し、荷台部分にZiS-2 57mm対戦車砲を搭載した自走対戦車砲型。
ZiS-42
ZiS-22Mの改良型。1942年-1944年。
ZiS-42M
ZiS-42の改良型。
ZiS-43
ZiS-42のキャブ部分を装甲化したタイプ。
ZiS-44
ZiS-5Vをベースにした救急車型。
ZiS-50
ZiS-5のエンジンをZiS-150に換装したタイプで、大戦後の1947年-1948年に製造。
ZiS-355
戦後の1955年にウラル自動車工場でZiS-5をベースに開発されたトラック。
ZiS-51
ZiS-50のダンプトラック型。1947年-1949年。
LET
試作タイプの電気自動車型。1935年。
ZiS-LTA
ZiS-5をベースに試作されたキャブオーバー型のハーフトラック。1949年。

## 画像

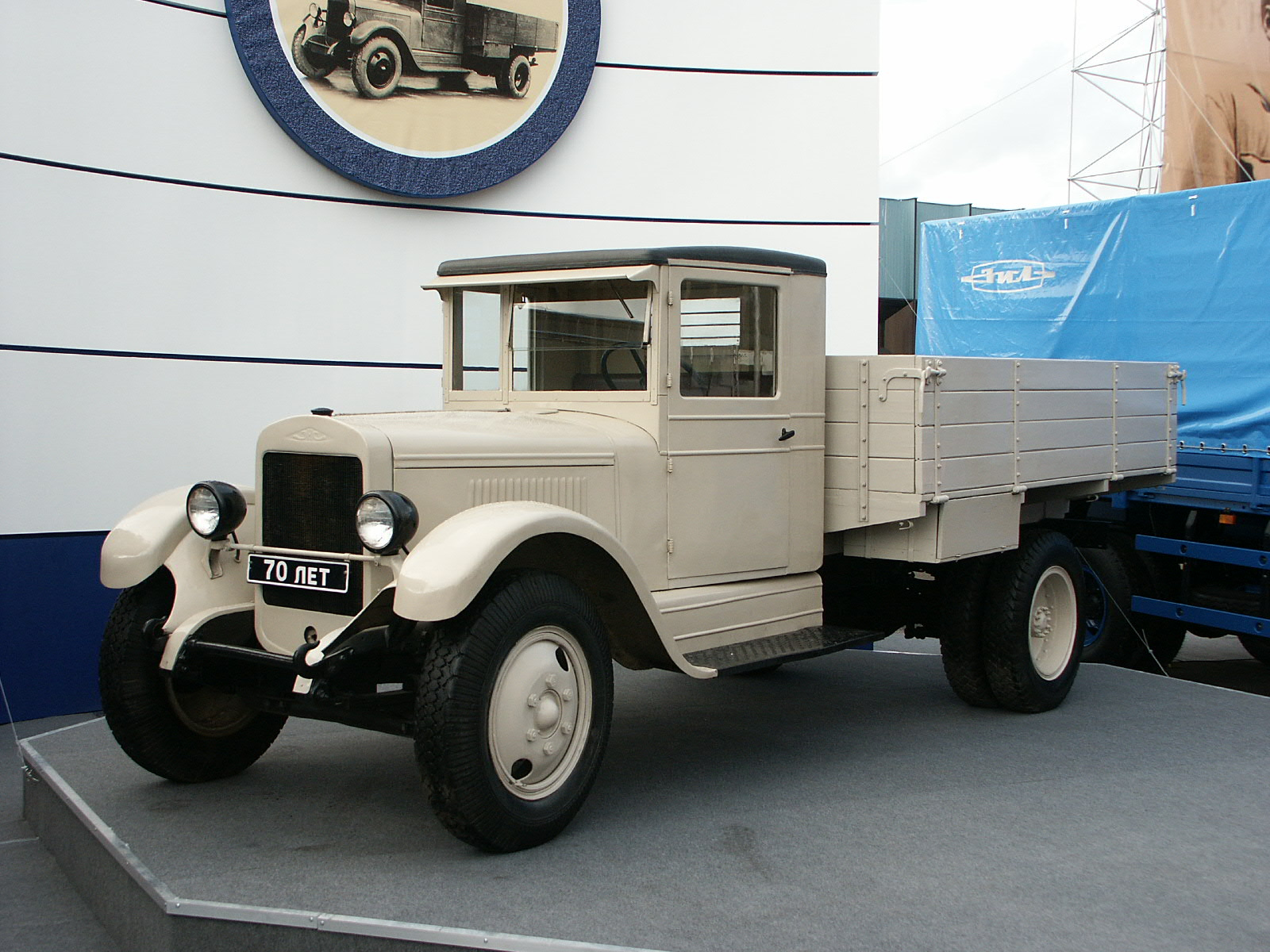
1933年型のZiS-5
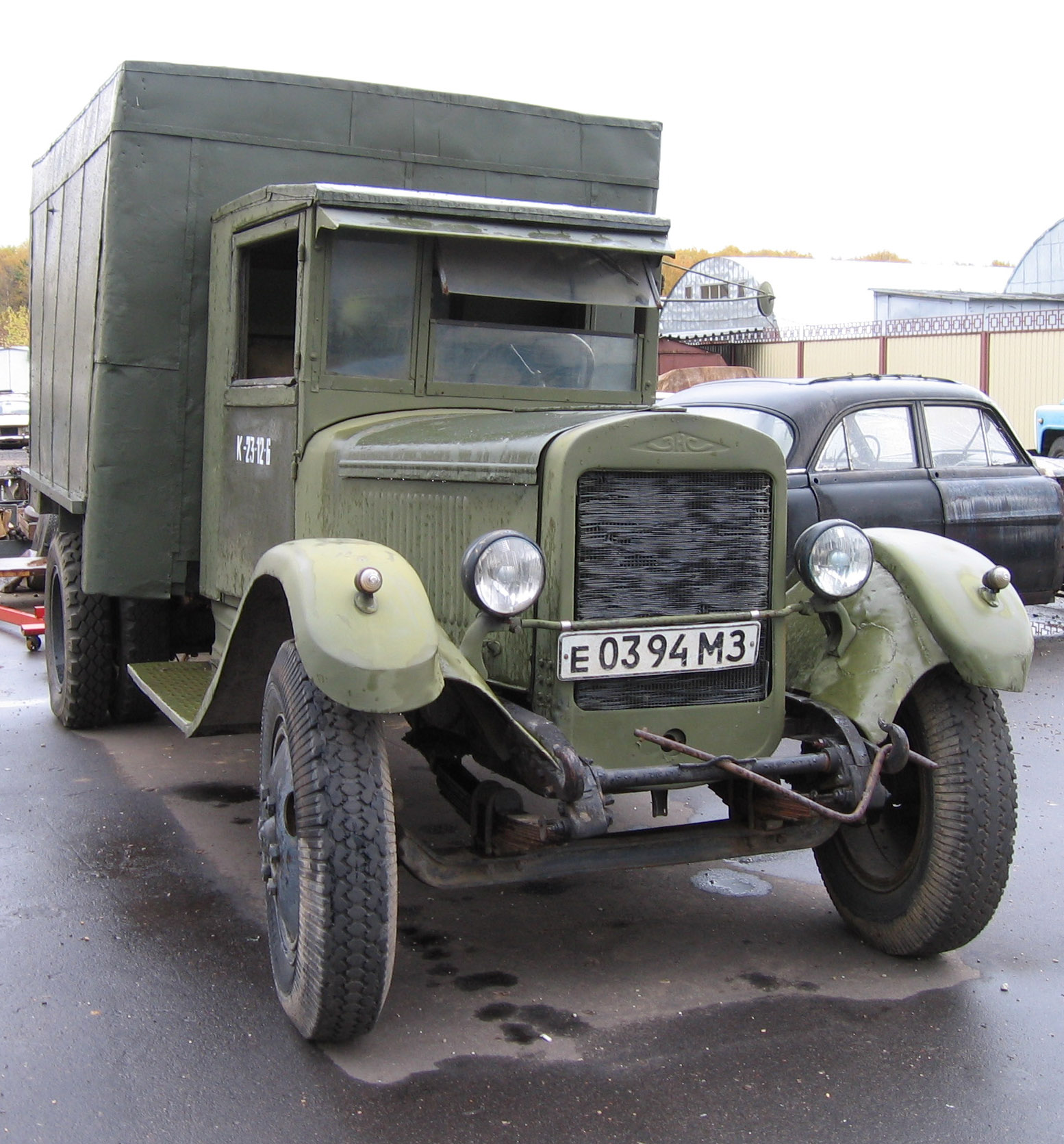
パンの輸送に使用されていたZiS-5
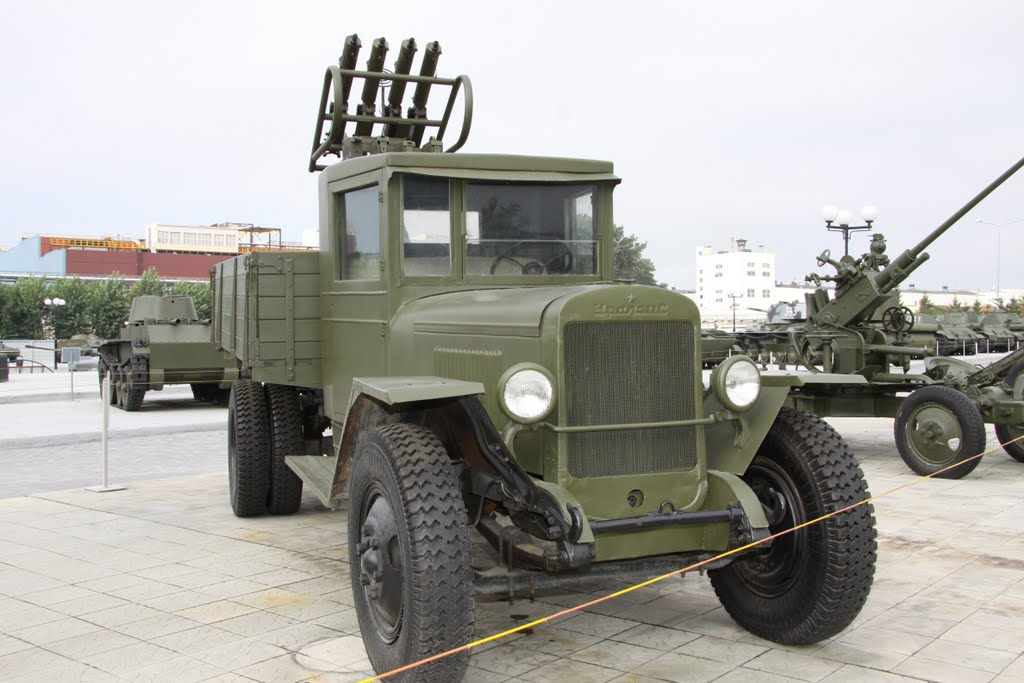
4連装のマキシム対空機銃を搭載したZiS-5V
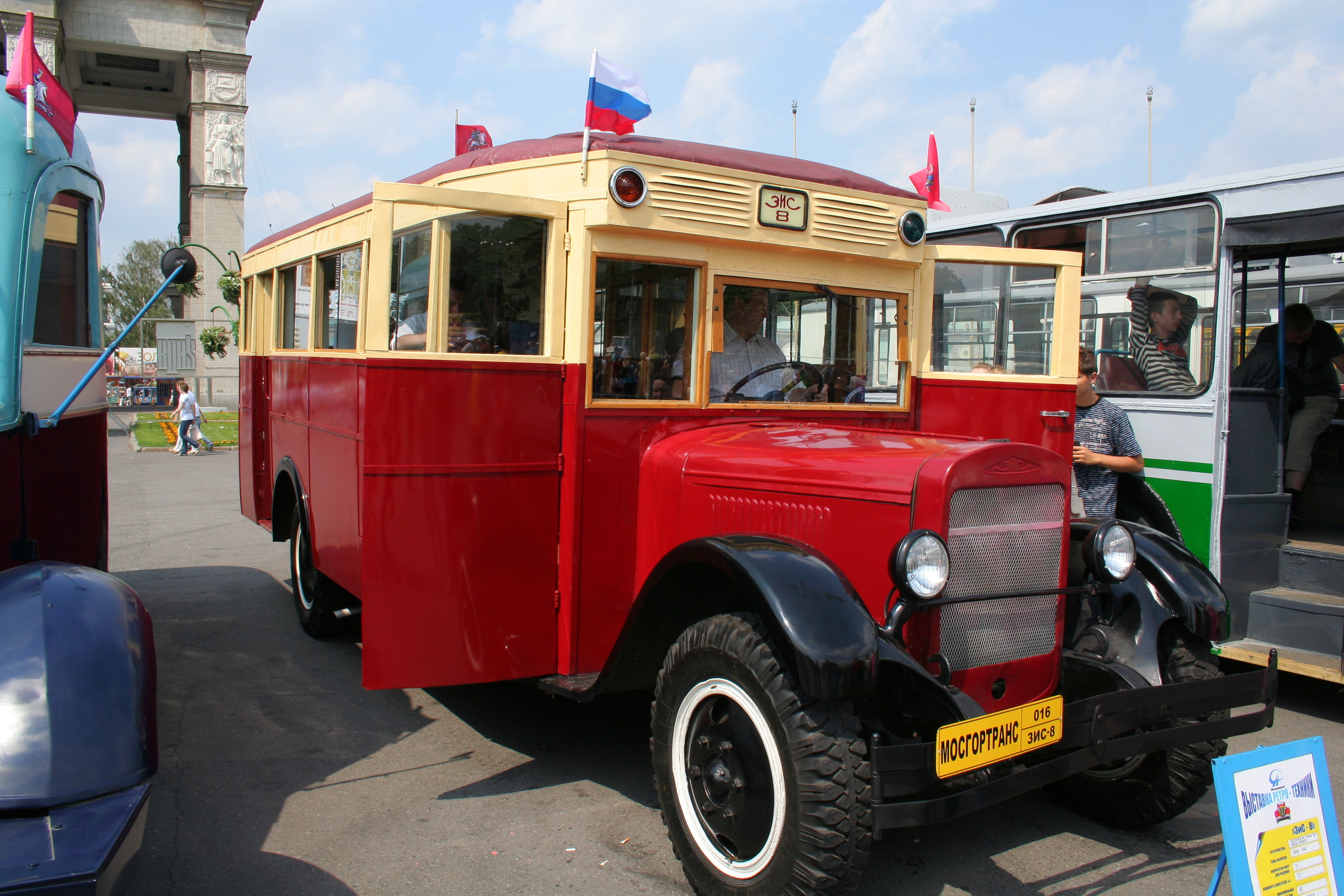
バス型のZiS-8
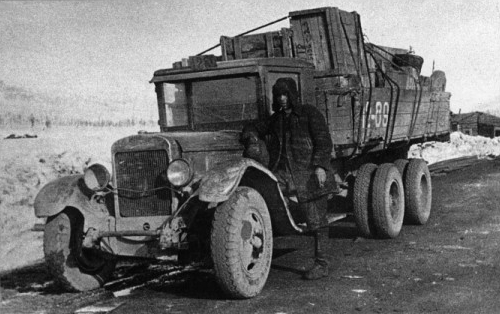
3軸6輪型のZiS-6
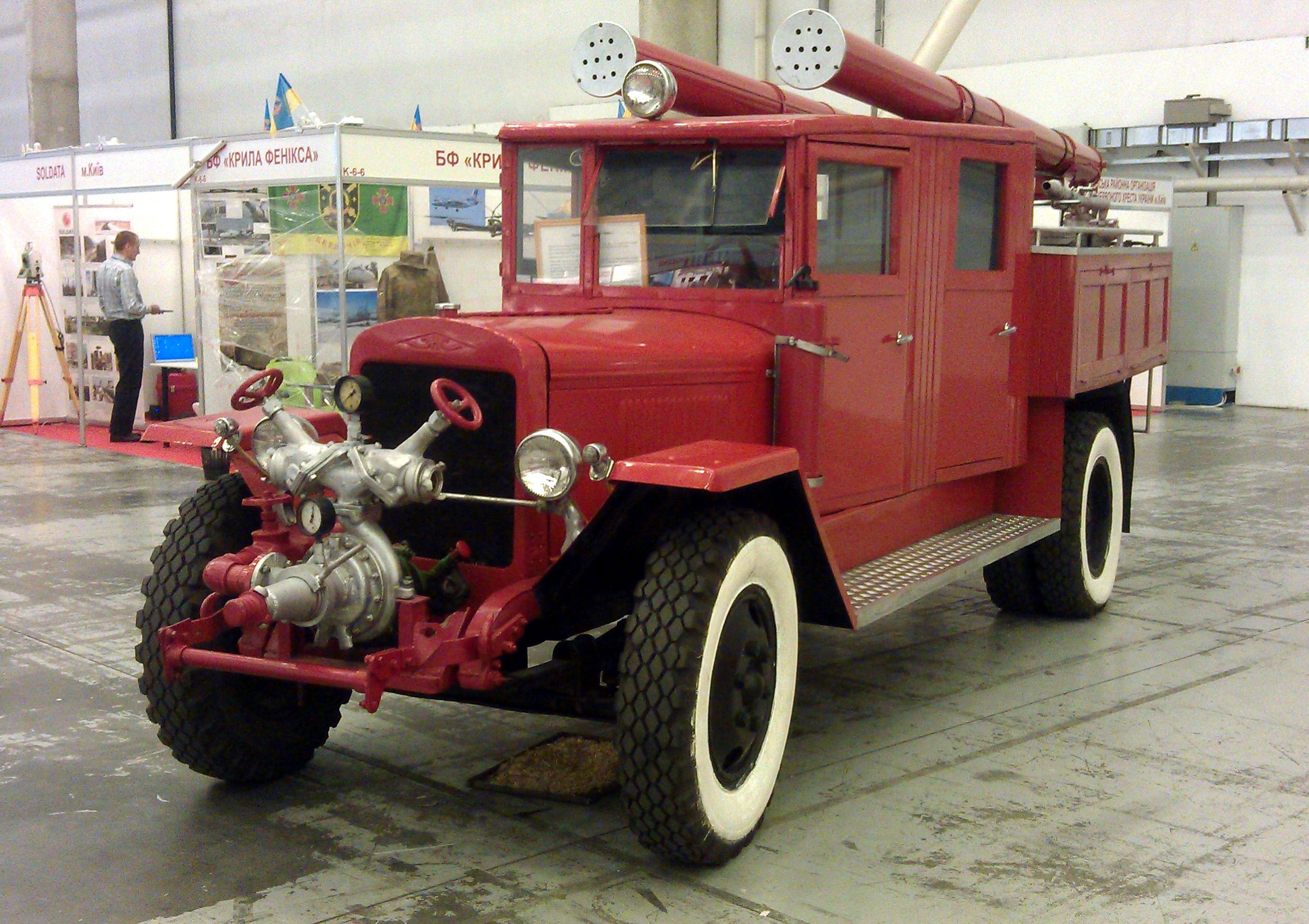
消防車型のPMZ-1
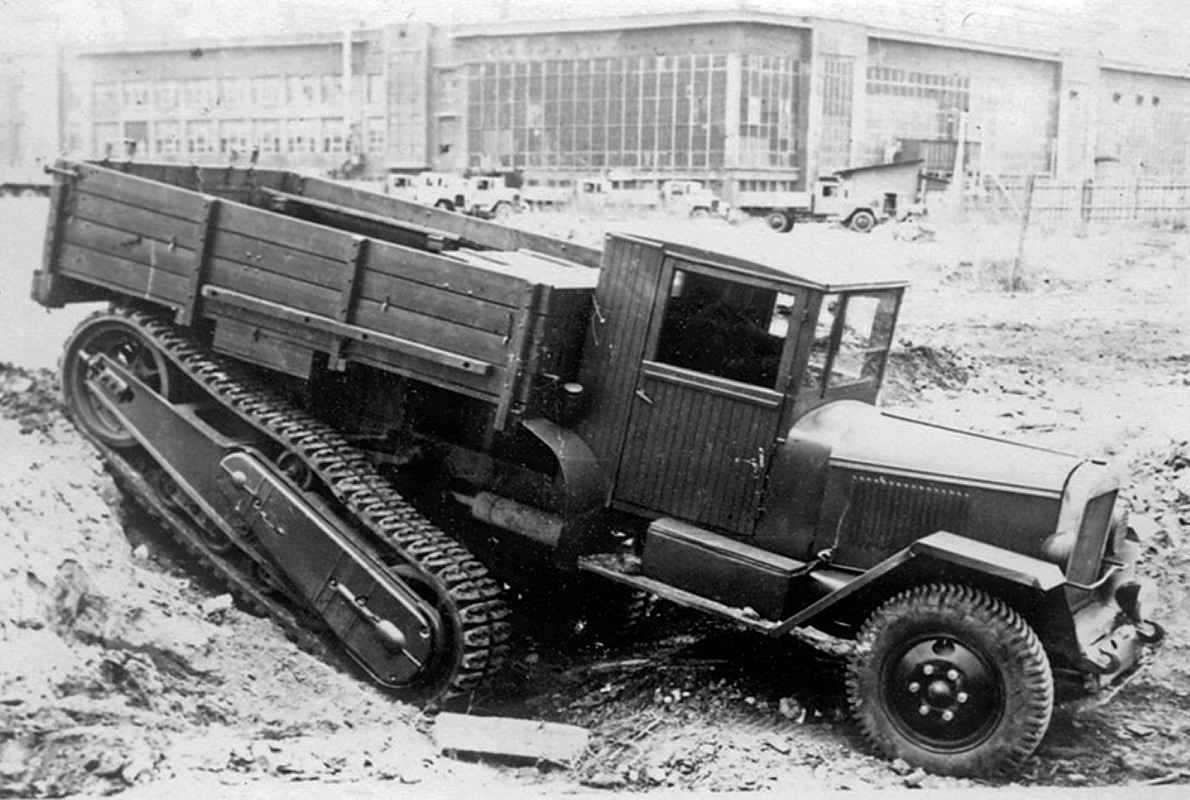
半装軌車型のZiS-42
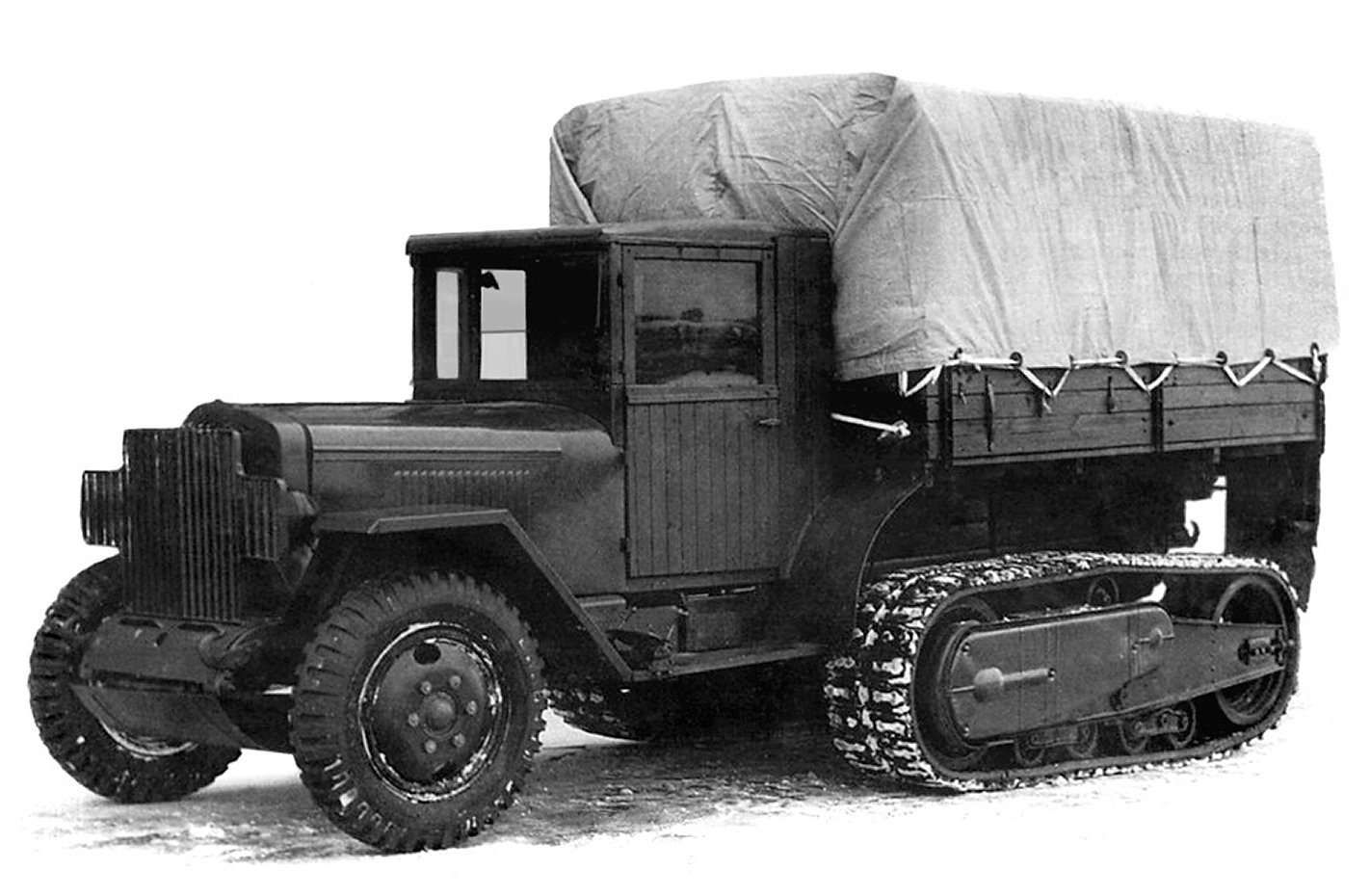
半装軌車型のZiS-42M
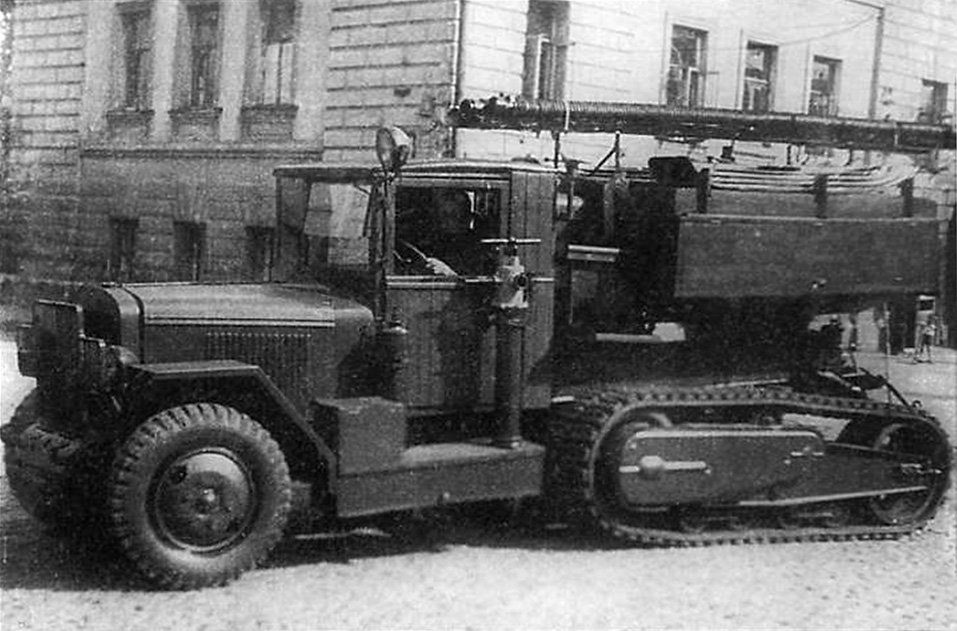
ZiS-42の消防車型
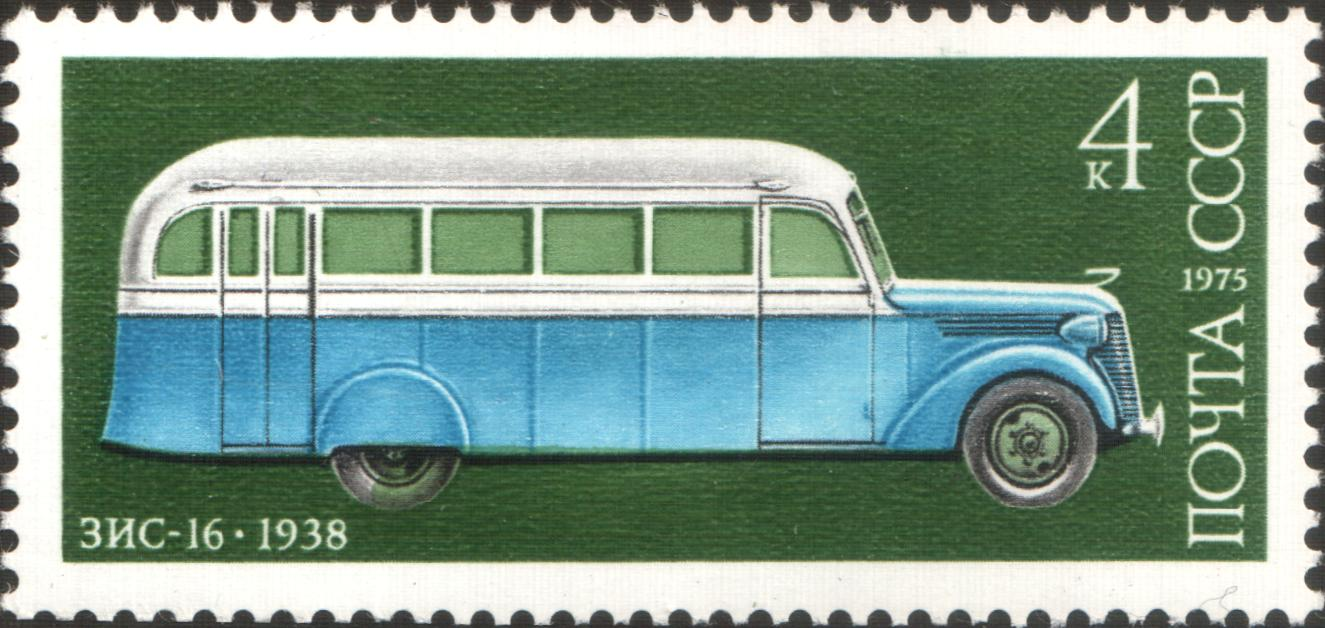
後期のバス型であるZiS-16を描いたソ連の切手

## 諸元
ZiS-5
- 形式：4×2、2軸、3トントラック
- 生産数：100万両程度
- エンジン：キャブレター式、73馬力/2,300rpm 6気筒SV、排気量5,557cc、水冷
  - 1944年1月からは76馬力/2,400rpm、1950年代はじめからは85馬力に強化。
  - ボア×ストローク：101.6×114.3mm
- 長さ：6,060mm（バンパーを含む）
- 高さ：2,160mm
- 幅：2,235mm
- ホイールベース：3,810mm
- トランスミッション：4×2速、同調装置なし
- 重量：3,100kg（空車時）
- 最高速度：60km/h、70km/h（1950年代初頭以降）
- タイヤ：34×7または9,00×20インチ、36×8も使用可能。
- 燃料消費：34.0L/100km